# Don Lewis
Don Lewis (* 7. August 1935 in Toronto, Ontario; † 9. Februar 2006 in Harrington) war ein kanadischer Theaterschauspieler und Designer.
Lewis studierte am Ontario College of Art. 1957 zunächst als Bühnenbauer tätig, startete er seine schauspielerische Karriere 1960 beim renommierten „Shakespeare-Stratford Festival“ (Stratford Festival of Canada) unter seinem Künstlernamen „Lewis Gordon“. In 34 Spielzeiten am „Theatre Calgary“, des „Shaw Festival“ etc., trat er in über 100 Produktionen auf.
Seine Tätigkeit als Designer führte er unter seinem richtigen Namen „Don Lewis“ aus. Sein Designbüro hatte er im St. Lawrence Centre in Toronto.